# بوین (رود)
بوین (به قزاقی: Büyen) یک رود است که در قزاقستان واقع شده‌است.